# Dalbergia
Genre
Classification APG III (2009)
Synonymes
- Amerimnon P. Browne
- Coroya Pierre
- Ecastaphyllum P. Browne
- Miscolobium Vogel
- Triptolemea Mart[1].

Dalbergia est un genre de plantes à fleurs de la famille des Fabaceae, et de la sous-famille des Faboideae. Ce sont des lianes, des arbustes et des arbres. Quelques espèces sont exploitées pour leur bois, telles le cocobolo, le bois de rose, comme les palissandres. Le genre est originaire des zones tropicales d'Amérique centrale et d'Amérique du Sud, de l'Afrique, de Madagascar et de l'Asie du Sud. Le nombre d'espèces est controversé. Selon les sources, on compte 546 espèces. L'ILDIS (International Legume Database & Information Service) en accepte 278.

## Utilisation

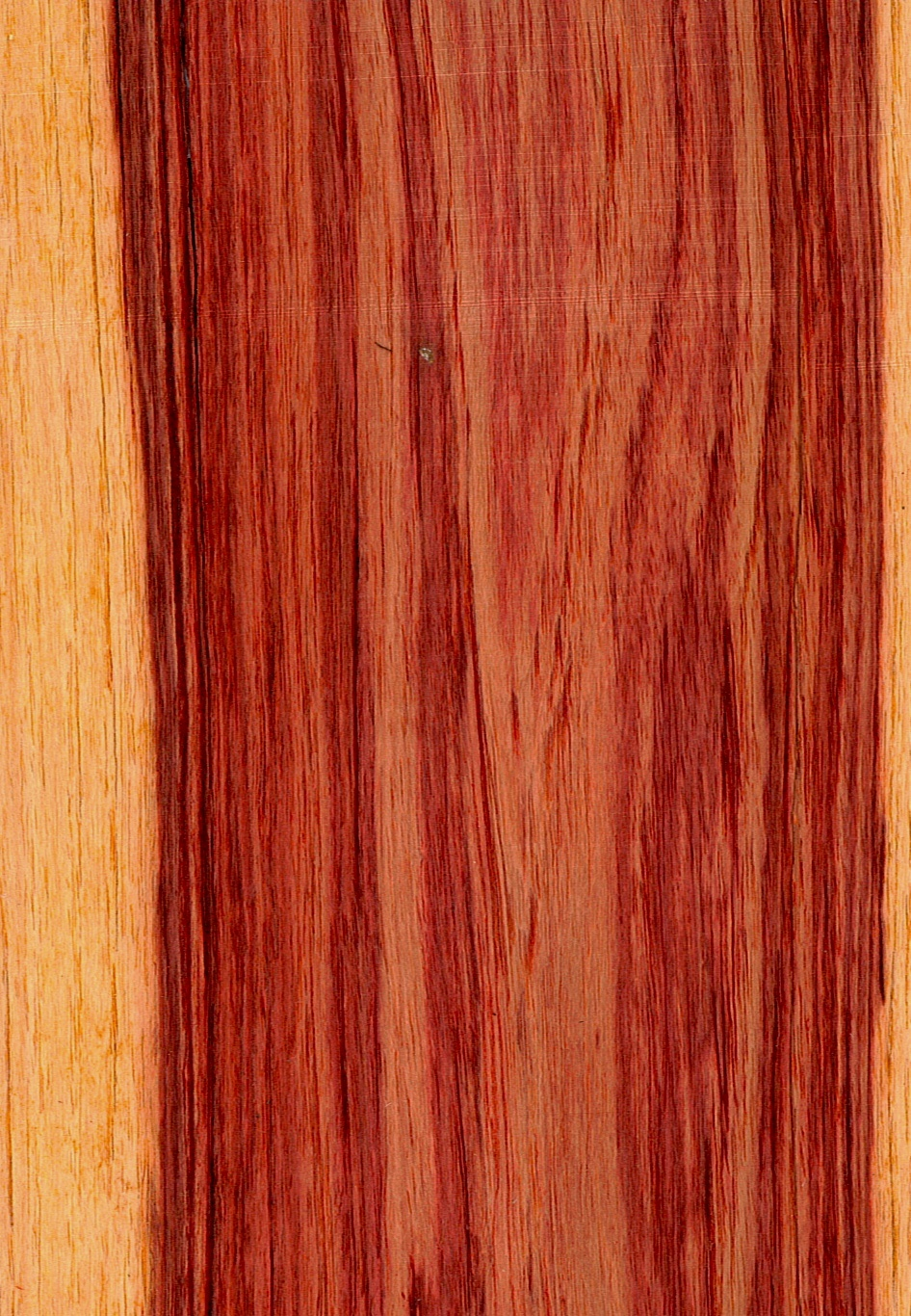
bois de rose brésilien.

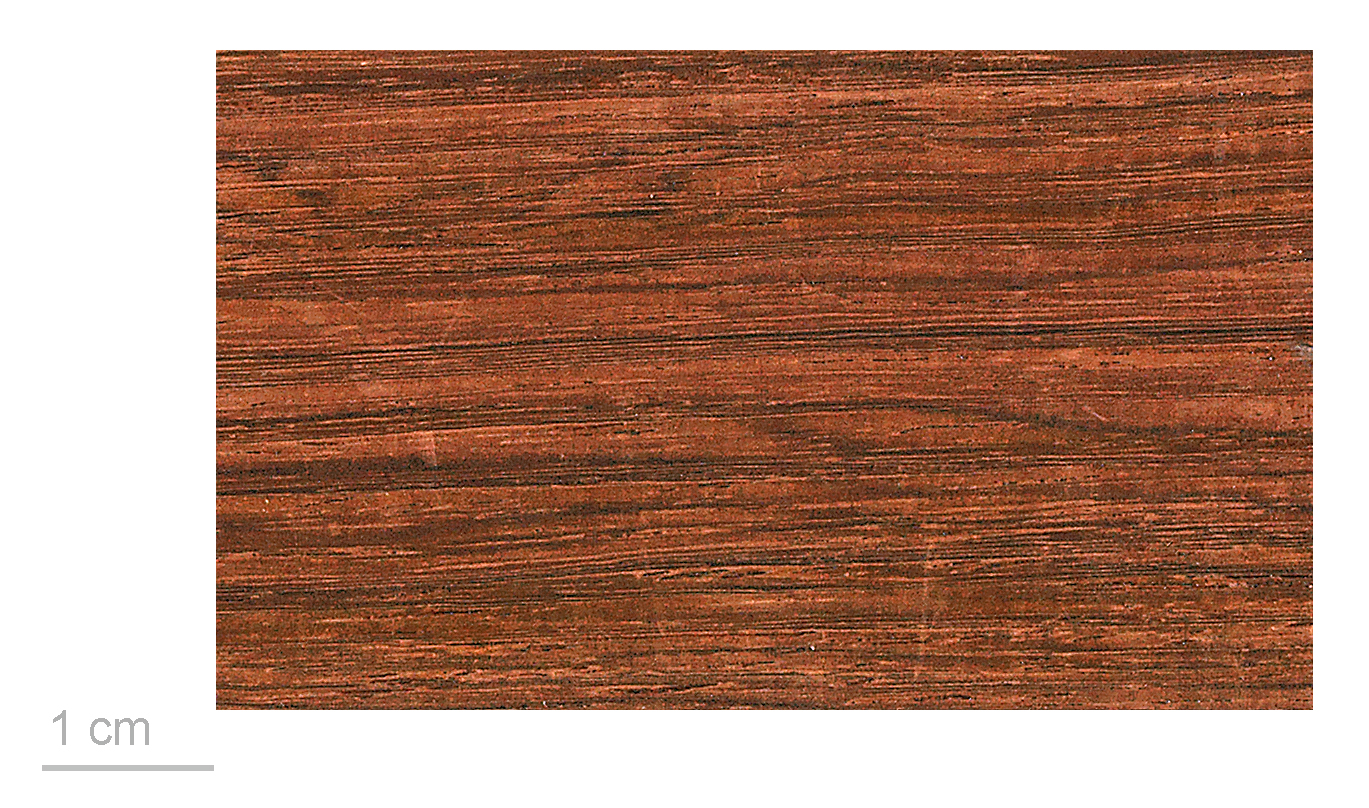
Dalbergia sp. au Muséum de Toulouse.

De nombreuses espèces de Dalbergia sont exploitées pour leur bois (le plus souvent sous le nom générique "palissandre"), utilisé pour sa valeur décorative ou son parfum, riche en huiles aromatiques.
Le palissandre le plus apprécié dans le monde occidental est Dalbergia nigra, connu sous les noms communs de palissandre de Rio, ou parfois palissandre du Brésil. Fortement exploité dans le passé, il est actuellement répertorié par le CITES, et seuls les arbres abattus avant 1992 sont autorisés au commerce. Pour l'exportation des produits fabriqués à partir de palissandre brésilien (Dalbergia  nigra), un permis CITES est nécessaire
.
Une autre espèce, assez proche sur le plan esthétique, est désormais proposée sous le nom "palissandre". Cette espèce, connue sous le nom de Dalbergia latifolia, de nom commun palissandre d'Inde, provient d'Inde et non d'Amérique du sud, et a toutefois des propriétés visuelles généralement largement inférieures. D'autres espèces de Dalbergia sont utilisées pour la réalisation d'objets décoratifs ou d'instruments de musique, sous une appellation palissandre, comme le palissandre de Madasgascar Dalbergia baronii, plus clair et coloré que le palissandre indien.
Le Dalbergia decipularis ainsi que le Dalbergia variabilis (ou fructescens selon l'auteur) sont de couleur crème avec des rayures rouges ou saumon, et sont souvent nommés bois de rose. Très employé par les ébénistes européens au XVIIIe siècle, l’espèce utilisée alors est assez difficile à identifier précisément. Son nom d'usage anglo-saxon ("tulipwood") peut induire en erreur et le faire confondre avec le tulipier de Virginie Liriodendron tulipifera, peu utilisé en ébénisterie, et produisant un bois plutôt verdâtre.
Un bois similaire (violet avec des rayures plus foncées), venant aussi du Brésil, est nommé « Bois de violette » (Dalbergia cearensis), aussi très utilisé en marqueterie au XVIIIe siècle.
Un autre bois remarquable est celui du Cocobolo (Dalbergia retusa), qui pousse en Amérique centrale, et est apprécié en raison de ses motifs très prononcés de couleur rouge-orangé.
L'Inde vend des souvenirs à base de Dalbergia sissoo (parfois teinté en violet), comme s'ils étaient en bois de rose.
L'ébène du Mozambique, Dalbergia melanoxylon (qui n'est donc pas une "ébène", désignant des arbres du genre Diospyros) est un bois aux couleurs variées, souvent noir intense, utilisé pour la fabrication d'instruments de musique à vent (hautbois, clarinettes, etc.), pour ses propriétés mécaniques (séché correctement, il ne se fend pas).
Des espèces de Dalbergia sont utilisées pour l'alimentation des larves de certaines espèces de lépidoptères, dont Bucculatrix mendax qui se nourrit exclusivement de Dalbergia sissoo.
Certaines espèces de Dalbergia sont connues pour provoquer des réactions allergiques en raison de la présence de quinones contenues dans le bois (notamment le cocobolo).

## Différentes espèces
Le nombre d'espèces du genre Dalbergia est très variable suivant les sources : entre 100 et 600.
Principales espèces :
- Dalbergia cearensis (bois de violette, jacarando)
- Dalbergia ecastaphyllum (« liane à barrique bord de mer » des Petites Antilles)
- Dalbergia melanoxylon (ébène du Mozambique, grenadille)
- Dalbergia monetaria (« soumaké » des Petites Antilles et de Guyane)
- Dalbergia sissoo (sesham, sisoo)

Liste des espèces d'après l'ILDIS :
- Dalbergia abbreviata Craib
- Dalbergia abrahamii Bosser & R. Rabev.
- Dalbergia acariiantha Harms
- Dalbergia acuta Benth.
- Dalbergia acutifoliolata Mendonca & Sousa
- Dalbergia adami Berhaut
- Dalbergia afzeliana G. Don
- Dalbergia albertisii Prain
- Dalbergia albiflora Hutch. & Dalziel
- Dalbergia altissima Baker f.
- Dalbergia amazonica (Radlk.) Ducke
- Dalbergia andapensis Bosser & R. Rabev.
- Dalbergia arbutifolia Baker
- Dalbergia armata E. Mey.
- Dalbergia assamica Benth.
- Dalbergia aurea Bosser & R. Rabev.
- Dalbergia bakeri Baker
- Dalbergia balansae Prain
- Dalbergia bariensis Pierre
- Dalbergia baronii Baker
- Dalbergia bathiei R. Vig.
- Dalbergia beccarii Prain
- Dalbergia beddomei Thoth.
- Dalbergia benthamii Prain
- Dalbergia bignonae Berhaut
- Dalbergia bintuluensis Sunarno & Ohashi
- Dalbergia boehmii Taub.
- Dalbergia bojeri Drake
- Dalbergia boniana Gagnep.
- Dalbergia borneensis Prain
- Dalbergia brachystachya Bosser & R. Rabev.
- Dalbergia bracteolata Baker
- Dalbergia brasiliensis Vogel
- Dalbergia brownei (Jacq.) Urb.
- Dalbergia burmanica Prain
- Dalbergia calderonii Standl.
- Dalbergia calycina Benth.
- Dalbergia cambodiana Pierre
- Dalbergia campenonii Drake
- Dalbergia cana Kurz
- Dalbergia candenatensis (Dennst.) Prain
- Dalbergia canescens (Elmer) Merr.
- Dalbergia capuronii Bosser & R. Rabev.
- Dalbergia carringtoniana Sousa
- Dalbergia catingicola Harms
- Dalbergia cearensis Ducke
- Dalbergia chapelieri Baill.
- Dalbergia chlorocarpa R. Vig.
- Dalbergia chontalensis Standl. & L.O. Williams
- Dalbergia clarkei Thoth.
- Dalbergia cochinchinenis Laness.
- Dalbergia cochinchinensis Pierre
- Dalbergia commiphoroides Baker f.
- Dalbergia confertiflora Benth.
- Dalbergia congensis Baker f.
- Dalbergia congesta Wight & Arn.
- Dalbergia congestiflora Pittier
- Dalbergia coromandeliana Prain
- Dalbergia crispa Hepper
- Dalbergia cubilquitzensis (Donn. Sm.) Pittier
- Dalbergia cucullata Pittier
- Dalbergia cuiabensis Benth.
- Dalbergia cultrata Benth.
- Dalbergia cumingiana Benth.
- Dalbergia curtisii Prain
- Dalbergia cuscatlanica (Standl.) Standl.
- Dalbergia dalzielii Hutch. & Dalziel
- Dalbergia darienensis Rudd
- Dalbergia davidii Bosser & R. Rabev.
- Dalbergia debilis J.F. Macbr.
- Dalbergia decipularis Rizzini & A. Mattos
- Dalbergia delphinensis Bosser & R. Rabev.
- Dalbergia densa Benth.
- Dalbergia densiflora (Benth.) Benth.
- Dalbergia discolor Blume
- albergia dongnaiensis Pierre
- Dalbergia duarensis Thoth.
- Dalbergia duperreana Pierre
- Dalbergia dyeriana Harms
- Dalbergia ealaensis De Wild.
- Dalbergia ecastaphyllum (L.) Taub.
- Dalbergia elegans A.M. Carvalho
- Dalbergia emirnensis Benth.
- Dalbergia enneaphylla Pittier
- Dalbergia entadoides Prain
- Dalbergia eremicola Polhill
- Dalbergia ernest-ulei Hoehne
- Dalbergia errans Craib
- Dalbergia erubescens Bosser & R. Rabev.
- Dalbergia falcata Prain
- Dalbergia fischeri Taub.
- Dalbergia floribunda Craib
- Dalbergia florifera De Wild.
- Dalbergia foliolosa Benth.
- Dalbergia foliosa (Benth.) A.M. Carvalho
- Dalbergia forbesii Prain
- Dalbergia fouilloyana Pellegr.
- Dalbergia frutescens (Vell.) Britton
- Dalbergia funera Standl.
- Dalbergia fusca Pierre
- Dalbergia gardneriana Benth.
- Dalbergia gentilii De Wild.
- Dalbergia gilbertii Cronquist
- Dalbergia glaberrima Bosser & R. Rabev.
- Dalbergia glabra (Mill.) Standl.
- Dalbergia glandulosa Benth.
- Dalbergia glaucescens (Benth.) Benth.
- Dalbergia glaucocarpa Bosser & R. Rabev.
- Dalbergia glaziovii Harms
- Dalbergia glomerata Hemsl.
- Dalbergia godefroyi Prain
- Dalbergia gossweileri Baker f.
- Dalbergia gracilis Benth.
- Dalbergia granadillo Pittier
- Dalbergia grandibracteata De Wild.
- Dalbergia grandistipula A.M. Carvalho
- Dalbergia greveana Baill.
- Dalbergia guttembergii A.M. Carvalho
- Dalbergia hainanensis Merr. & Chun
- Dalbergia hancei Benth.
- Dalbergia havilandii Prain
- Dalbergia henryana Prain
- Dalbergia heudelotii Stapf
- Dalbergia hiemalis Malme
- Dalbergia hildebrandtii Vatke
- Dalbergia hirticalyx Bosser & R. Rabev.
- Dalbergia horrida (Dennst.) Mabb.
- Dalbergia hortensis Heringer & al.
- Dalbergia hoseana Prain
- Dalbergia hostilis Benth.
- Dalbergia hullettii Prain
- Dalbergia humbertii R. Vig.
- Dalbergia hupeana Hance
- Dalbergia hygrophila (Benth.) Hoehne
- Dalbergia intermedia A.M. Carvalho
- Dalbergia intibucana Standl. & L.O. Williams
- Dalbergia inundata Benth.
- Dalbergia iquitosensis Harms
- Dalbergia jaherii Burck
- Dalbergia junghuhnii Benth.
- Dalbergia kerrii Craib
- Dalbergia kingiana Prain
- Dalbergia kisantuensis De Wild. & T. Durand
- Dalbergia kostermansii Sunarno & Ohashi
- Dalbergia kunstleri Prain
- Dalbergia kurzii Prain
- Dalbergia lacei Thoth.
- Dalbergia lactea Vatke
- Dalbergia lakhonensis Gagnep.
- Dalbergia lanceolaria L. f.
- Dalbergia lastoursvillensis Pellegr.
- Dalbergia lateriflora Benth.
- Dalbergia latifolia Roxb.
- Dalbergia laxiflora Micheli
- Dalbergia lemurica Bosser & R. Rabev.
- Dalbergia librevillensis Pellegr.
- Dalbergia louisii Cronquist
- Dalbergia louvelii R. Vig.
- Dalbergia macrosperma Baker
- Dalbergia madagascariensis Vatke
- Dalbergia malabarica Prain
- Dalbergia malangensis Sousa
- Dalbergia mammosa Pierre
- Dalbergia marcaniana Craib
- Dalbergia maritima R. Vig.
- Dalbergia martinii F. White
- Dalbergia mayumbensis Baker f.
- Dalbergia melanocardium Pittier
- Dalbergia melanoxylon Guill. & Perr.
- Dalbergia menoeides Prain
- Dalbergia microphylla Chiov.
- Dalbergia millettii Benth.
- Dalbergia mimosella (Blanco) Prain
- Dalbergia mimosoides Franch.
- Dalbergia miscolobium Benth.
- Dalbergia mollis Bosser & R. Rabev.
- Dalbergia monetaria L. f.
- Dalbergia monophylla G.A. Black
- Dalbergia monticola Bosser & R. Rabev.
- Dalbergia multijuga E. Mey.
- Dalbergia negrensis (Radlk.) Ducke
- Dalbergia neoperrieri Bosser & R. Rabev.
- Dalbergia ngounyensis Pellegr.
- Dalbergia nigra (Vell.) Benth.
- Dalbergia nitida (Benth.) Hoehne
- Dalbergia nitidula Baker
- Dalbergia noldeae Harms
- Dalbergia normandii Bosser & R. Rabev.
- Dalbergia oblongifolia G. Don
- Dalbergia obovata E. Mey.
- Dalbergia obtusifolia (Baker) Prain
- Dalbergia odorifera T.C. Chen
- Dalbergia oligophylla Hutch. & Dalziel
- Dalbergia oliveri Prain
- Dalbergia orientalis Bosser & R. Rabev.
- Dalbergia ovata Benth.
- Dalbergia pachycarpa (De Wild. & T. Durand) De Wild.
- Dalbergia palo-escrito Rzed.
- Dalbergia parviflora Roxb.
- Dalbergia peguensis Thoth.
- Dalbergia peishaensis Chun & T. Chen
- Dalbergia peltieri Bosser & R. Rabev.
- Dalbergia pervillei Vatke
- Dalbergia pierreana Prain
- Dalbergia pinnata (Lour.) Prain
- Dalbergia pluriflora Baker f.
- Dalbergia polyadelpha Prain
- Dalbergia polyphylla Benth.
- Dalbergia prainii Thoth.
- Dalbergia pseudo-ovata Thoth.
- Dalbergia pseudo-sissoo Miq.
- Dalbergia pseudobaronii R. Vig.
- Dalbergia purpurascens Baill.
- Dalbergia reniformis Roxb.
- Dalbergia reticulata Merr.
- Dalbergia retusa Hemsl.
- Dalbergia revoluta Ducke
- Dalbergia richardsii Sunarno & Ohashi
- Dalbergia riedelii (Benth.) Sandwith
- Dalbergia rimosa Roxb.
- Dalbergia riparia (Mart.) Benth.
- Dalbergia rostrata Hassk.
- Dalbergia rubiginosa Roxb.
- Dalbergia rufa G. Don
- Dalbergia rugosa Hepper
- Dalbergia sacerdotum Prain
- Dalbergia sampaioana Kuhlm. & Hoehne
- Dalbergia sandakanensis Sunarno & Ohashi
- Dalbergia saxatilis Hook. f.
- Dalbergia scortechinii (Prain) Prain
- Dalbergia sericea G. Don
- Dalbergia setifera Hutch. & Dalziel
- Dalbergia simpsonii Rudd
- Dalbergia sissoides Wight & Arn.
- Dalbergia sissoo DC.
- Dalbergia spinosa Roxb.
- Dalbergia spruceana (Benth.) Benth.
- Dalbergia stenophylla Prain
- Dalbergia stercoracea Prain
- Dalbergia stevensonii Standl.
- Dalbergia stipulacea Roxb.
- Dalbergia suaresensis Baill.
- Dalbergia subcymosa Ducke
- Dalbergia succirubra Gagnep. & Craib
- Dalbergia teijsmannii Sunarno & Ohashi
- Dalbergia teixeirae Sousa
- Dalbergia thomsonii Benth.
- Dalbergia thorelii Gagnep.
- Dalbergia tilarana N. Zamora
- Dalbergia tinnevelliensis Thoth.
- Dalbergia tonkinensis Prain
- Dalbergia travancorica Thoth.
- Dalbergia trichocarpa Baker
- Dalbergia tricolor Drake
- Dalbergia tsaratananensis Bosser & R. Rabev.
- Dalbergia tsiandalana R. Vig.
- Dalbergia tsoi Merr. & Chun
- Dalbergia tucurensis Donn. Sm.
- Dalbergia uarandensis (Chiov.) Thulin
- Dalbergia urschii Bosser & R. Rabev.
- Dalbergia vacciniifolia Vatke
- Dalbergia velutina Benth.
- Dalbergia verrucosa Craib
- Dalbergia viguieri Bosser & R. Rabev.
- Dalbergia villosa (Benth.) Benth.
- Dalbergia volubilis Roxb.
- Dalbergia wattii C.B. Clarke
- Dalbergia xerophila Bosser & R. Rabev.
- Dalbergia yunnanensis Franch.

Une révision des 43 Dalbergia malgaches par Jean Bosser a été publiée dans un article puis dans le livre The Leguminosae of Madagascar.